# Rio Santa Maria da Vitória
O rio Santa Maria da Vitória é um curso de água do estado do Espírito Santo, no Brasil.
A bacia hidrográfica do rio Santa Maria da Vitória situa-se na região central do estado do Espírito Santo, com área é de 1.876 km2. Percorrendo cerca de 122 quilômetros, desde sua nascente até sua foz, limita-se à leste com a Baía de Vitória, ao norte e a oeste com as bacias dos rios Reis Magos e Doce e, ao sul, com as bacias dos rios Jucu, Bubu e Formate.
Fazem parte da bacia os municípios capixabas de Santa Maria de Jetibá, Santa Leopoldina, Cariacica, Serra e Vitória.
As águas do rio são utilizadas para abastecimento, geração de energia elétrica e irrigação. Enquanto seus afluentes cortam várias comunidades com atividades econômicas voltadas para a agricultura, seu leito principal recebe os efluentes domésticos das cidades de Santa Maria de Jetibá e Santa Leopoldina. Em seu curso médio o rio sofre dois barramentos, rio Bonito e Suíça, responsáveis pela produção de dez e trinta megawatts de energia elétrica, respectivamente.
Em seu curso final tem uma vazão média diária de 2.364,34 l/s. Parte de suas águas são captadas para o abastecimento da Grande Vitória.